# 欽明海山
欽明海山（きんめいかいざん）とは、北太平洋の天皇海山群に位置する海山。約4,000万年前に形成されたとされ、その頂上は海面下約1,560メートルである。